# The Best of Generation X
The Best of Generation X ist ein Kompilationsalbum der britischen Punkrockband Generation X.
Das Album wurde 1985 von Chrysalis Records als Reaktion auf den internationalen Erfolg veröffentlicht, den der Frontmann der Band, Billy Idol, kürzlich erzielt hatte, sowie auf das Medieninteresse, das das damals aktuelle Projekt des Bassisten Tony James, Sigue Sigue Sputnik, hervorrief.
Das Album enthält Titel aller drei Studioalben von Generation X sowie alle Singles mit Ausnahme der Debütsingle Your Generation.

## Titelliste
Alle Tracks wurden von Billy Idol und Tony James geschrieben; sofern nicht anders angegeben.
| Nr. | Titel                       | geschrieben von          | Länge |
| --- | --------------------------- | ------------------------ | ----- |
| 1.  | Valley of the Dolls         |                          | 3:34  |
| 2.  | Running With the Boss Sound | Idol, James, Bob Andrews | 6:13  |
| 3.  | Night of the Cadillacs      |                          | 3:21  |
| 4.  | Fridays Angels              |                          | 3:17  |
| 5.  | One Hundred Punks           |                          | 3:07  |
| 6.  | King Rocker                 |                          | 2:16  |
| 7.  | Wild Youth                  |                          | 2:57  |
| 8.  | Dancing with Myself         |                          | 3:46  |
| 9.  | Triumph                     |                          | 3:23  |
| 10. | Revenge                     |                          | 4:21  |
| 11. | Youth Youth Youth           |                          | 6:04  |
| 12. | From the Heart              |                          | 2:06  |
| 13. | Ready Steady Go             |                          | 2:57  |